# Rully, Oise

Rully este o comună în departamentul Oise, Franța. În 1 ianuarie 2022 avea o populație de 751 de locuitori.